# Michael Yeats
Michael Butler Yeats (* 22. August 1921 in Thame, Oxfordshire; † 3. Januar 2007 in Dublin) war ein irischer Politiker.

## Leben
Michael Yeats wurde 1921 als Sohn des irischen Dichters William Butler Yeats in Thame, Oxfordshire geboren. Nach Beendigung der Schule studierte er am Trinity College Dublin Geschichte, worin er mit Auszeichnung bestand. Yeats setzte dann sein Studium fort und wurde als Rechtsanwalt zugelassen. Er praktizierte jedoch nicht, sondern wendete sich lieber der Politik zu. Er trat der Fianna Fáil, der größten Partei Irlands, bei. Von 1951 bis 1954 und von 1961 bis 1981 war er Senator im Seanad Éireann, dem Oberhaus des irischen Parlaments. Von 1969 bis 1973 war er dessen Vorsitzender, der sogenannte Cathaoirleach. Von 1973 bis 1979 war er darüber hinaus Mitglied des Europäischen Parlaments.
Yeats war mit der irischen Sängerin und Harfenistin Gráinne Yeats verheiratet. Aus der Ehe gingen vier Kinder, ein Sohn und drei Töchter hervor. Die irische Malerin Anne Yeats ist seine Schwester.